# Parapolichne
Parapolichne is een geslacht van rechtvleugeligen uit de familie sabelsprinkhanen (Tettigoniidae). De wetenschappelijke naam van dit geslacht is voor het eerst geldig gepubliceerd in 1902 door Bolívar.

## Soorten
Het geslacht Parapolichne  is monotypisch en omvat slechts de volgende soort:
- Parapolichne elegantula (Bolívar, 1902)